# Ducula perspicillata
La dúcula de anteojos (Ducula perspicillata) es un ave columbiforme de la familia Columbidae.

## Distribución geográfica
Se trata de un endemismo de las selvas de las Molucas y Kofiau, en Indonesia.